# Čović Polje (Orašje)
Pour les articles homonymes, voir Čović Polje.
Čović Polje (en cyrillique : Бок) est un village de Bosnie-Herzégovine. Il est situé dans la municipalité d'Orašje, dans le canton de la Posavina et dans la fédération de Bosnie-et-Herzégovine. Selon les premiers résultats du recensement bosnien de 2013, il ne compte plus aucun habitant.
Avant la guerre de Bosnie-Herzégovine, le village faisait entièrement partie de la municipalité d'Orašje ; après la guerre, son territoire a été partiellement rattaché à la municipalité de Donji Žabar nouvellement créée et intégrée à la république serbe de Bosnie.

## Démographie

### Évolution historique de la population
| 1948 | 1953 | 1961 | 1971 | 1981 | 1991 | 2013 |
| ---- | ---- | ---- | ---- | ---- | ---- | ---- |
| -    | -    | 917  | 899  | 862  | 796  | 0    |

|  |